# نقض حقوق مسیحیان در جمهوری اسلامی ایران
نقض حقوق مسیحیان توسط نظام جمهوری اسلامی ایران پس از بررسی از سوی سازمان‌های پشتیبان حقوق بشر گزارش شده که به بخشی از آن در این مقاله، اشاره شده‌است.

## پیشینه آزار و کشتار مسیحیان به ویژه نوکیش و کشیش ها در جمهوری اسلامی
مسیحیان به ویژه نوکیش در حکومت جمهوری اسلامی، مورد آزار، محرومیت و حبس و شکنجه، قرار گرفته و حتی برخی‌شان ترور و کشته شده‌اند.
پس از انقلاب ۱۳۵۷ ایران، فشار بر اقلیت‌های عقیدتی همچون: مسیحیان، یهودیان، بهائیان، زرتشتی‌ها (و دین‌ناباوران و یارسان و حتی صوفیان و اهل سنت)... شدت گرفت. انقلابیان اسلامگرا که پیش از انقلاب ۵۷ نیز سابقه آزار پیروان اقلیت‌های دینی (از جمله، حمله به محله یهودی‌ها در مشهد، حمله به بهائیان آران و بیدگل با دستور محمدتقی فلسفی...) را داشتند، بیش از پیش به حذف و آزار پرداختند و آنان را «جاسوس»، «منحرف» و «کافر»... معرفی کردند.
با اینکه سید علی خامنه‌ای ادعا کرده که «در دوران اسلامی و جمهوری اسلامی، تعرّض به غیر مسلمان از سوی مسلمان‌ها هیچ سابقه‌ای ندارد»، کشیش‌هایی که به دلیل بیان و تبلیغ عقایدشان به دست مأموران امنیتی جمهوری اسلامی کشته شده‌اند.
در حکومت جمهوری اسلامی، دست‌کم ۸ رهبر مسیحی (اسقف و کشیش) در ایران کشته شدند و صدها نوکیش مسیحی (مسلمانان مسیحی‌شده) نیز بازجویی و زندانی شده‌اند.

## حکم مسیحیان در اسلام و حکومت اسلامی
در جمهوری اسلامی ایران، مسلمانانی که مسیحی (نوکیش) شوند به اعدام یا زندان… محکوم می‌شوند.
محمدتقی بهجت در پاسخ به این پرسش: «نظر اسلام را دربارهٔ مسیحی، کلیمی، یهودی و زرتشتی بفرمایید»؛ فتوا داده‌است «همه نجس و کافر هستند».

## ترور و اعدام
«یک بار که پدرم از زندان به مرخصی آمد، به همه ما گفت هیچ حرفی نزنید؛ چون از خصوصی‌ترین حرف‌های ما حتی حرف‌های بسیار خصوصی با همسرم خبر دارند؛ آن‌ها در خانه ما [دستگاه] شنود گذاشته‌اند». (گفته آرین سودمند، دختر کشیش حسین سودمند، یکی از کشته‌شدگان جریان قتل‌های زنجیره‌ای ایران)

«وزارت اطلاعات، کشیشان مسیحی[ای را] که نظام سیاسی ما را قبول نداشتند، به قتل رساند و به گردن مجاهدین انداخت. استدلال وزارت اطلاعات این بود که این کار، ما را از روحانیون مسیحی خلاص می‌کرد و در ضمن، سازمان مجاهدین را بی‌آبروتر می‌کرد». (نوشته اکبر گنجی در روزنامه آریا)

حسین سودمند نوکیش مسیحی‌ای که در زندان مشهد، به اتهام ارتداد، اعدام شد.

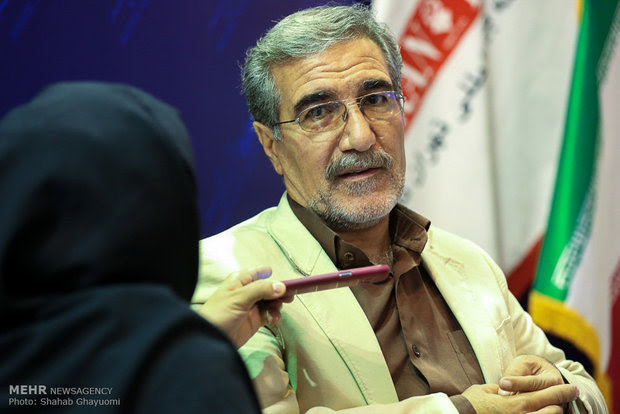
مهدی دیباج به دلیل گرویدن به مسیحیت، به دست برخی از مأموران جمهوری اسلامی، کشته شد.

قربان دردی تورانی به دلیل گرویدن به مسیحیت، توسط حکومت جمهوری اسلامی، کشته شد.

1. ارسطو سیاح؛ تاریخ و جای کشته شدن: در ۳۰ بهمن ۱۳۵۷، شیراز؛ شیوه ترور: بریده شدن رگ‌های دستش به دست دو تن از اعضای انجمن اسلامی شیراز. وی کشیش کلیسای انگلیکن بود که نخستین قربانی قتل‌های عقیدتی در ایران بود. پس از ترورش دارایی‌های کلیسای انگلیکن توسط حکومت جمهوری اسلامی مصادره شد.[۱۳][۱۴]
2. بهرام دهقانی تفتی؛ تاریخ و جای کشته شدن: ۱۶ اردیبهشت ۱۳۵۹، تهران؛ شیوه ترور: شلیک گلوله در خودرو. او فرزند اسقف حسن دهقانی تفتی (مسئول دایره اسقفی ایران و کلیسای خاورمیانه) بود. بهرام دهقانی به دلیل اینکه پدرش اموال کلیسا را به حکومت جمهوری اسلامی تحویل نداد ممنوعِ خروج شد.[۱۵] (سوء قصد به پدر:) پدرش در مهر ۱۳۵۸ به همراه همسر انگلیسی‌اش در اتاق خواب، مورد حمله مسلحانه دو مرد ناشناس قرار گرفت؛ ولی زنده ماند.[۱۶] (سوء قصد به پسر:) بهرام دهقانی در ۱۶ اردیبهشت ۱۳۵۸ در حالی که از تدریس در کالج دماوند بازمی‌گشت، به وسیله چند تن به یکی از خیابان‌های خلوت اطراف زندان تهران برده شد و در اتومبیلش با گلوله ترور و کشته شد. پیگیری‌های خانواده و دوستان بهرام دهقانی تفتی برای شناسایی قاتلان تا کنون بی‌نتیجه مانده‌است.[۱۷]
3. منوچهر افغانی؛ تاریخ و جای کشته شدن: اردیبهشت ۱۳۶۷، اصفهان؛ شیوه ترور: کشته شدن به دست چند ناشناس؛ انگیزه ترور: ایجاد ترس و وحشت در میان مبلغان مسیحی دیگر. وی جزو اعضای شورای کشیشان کلیسای مشایخی اصفهان و نیز از بر پا کنندگان کلیسای خانگی بود که در سال ۱۳۶۷ ترور و کشته شد.[۱۸]
4. حسین سودمند؛ تاریخ و جای کشته شدن: ۱۳۶۹، مشهد؛ شیوه اعدام: حلق‌آویز شدن؛ دلیل اعدام: ارتداد (روی‌گردانی) از اسلام. وی از مسلمانانی بود که مسیحی شد و از سوی خانواده‌اش طرد شد. وی در «انجمن کتب مقدسه» به عنوان مبشر و نیز در سازمان نابینایان مسیحی اصفهان (کریستوفر) مشغول به کار شد. او با دختری نابینا به نام مهتاب نوروش ازدواج کرد. سودمند در سال ۱۳۵۹ با تأیید شورای کلیسای جماعت ربانی ایران و نیز با مجوز رسمی حکومت جمهوری اسلامی، کلیسای «جماعت ربانی مشهد» را به‌طور قانونی پایه‌گذاری کرد؛ هر چند کلیسایش از سوی حکومت به بهانه اینکه برای درگذشت سید روح‌الله خمینی مراسم سوگواری برگزار نکرده بود بسته شد.[۱۹] او در سال ۳۶۷، به مقام کشیشی دست یافت؛ ولی توسط نظام جمهوری اسلامی بازداشت شده و یک ماه در سلول انفرادی نگه داشته شد. وی سرانجام در ۱۲ آذر ۱۳۶۹ به دلیل پافشاری بر باور خود، در زندان وکیل‌آباد مشهد، به دار آویخته شد و در ویرانه‌ای و بدون سنگ قبر و نام، در اطراف بهشت رضای مشهد، خاکسپاری شد. آرامگاه حتی بی‌سنگ و بی‌نام وی در سال ۱۳۹۸ ویران شد.[۲۰]
5. هایک هوسپیان‌مهر؛ تاریخ و جای کشته شدن: دی ۱۳۷۲، اطراف تهران؛ شیوه اعدام: سلاخی شدن با ۲۶ ضربه چاقو؛ دلیل اعدام: تلاش برای جلوگیری از اعدام یک نوکیش مسیحی (مهدی دیباج). وی در اواخر دوره پهلوی و نیز در اوایل انقلاب، دو بار از سوی اسلام‌گرایان گرگان تهدید شد. او در سال ۱۳۶۵ به عنوان رئیس شورای کلیساهای پروتستان ایران برگزیده شد؛ با این حال، همه کلیساهایی که پایه‌گذاری کرده بود از سال ۱۳۶۷ به بعد و با فشارهای حکومت جمهوری اسلامی تعطیل شد. وی با اعلامیه ممنوعیت ورود مسلمانان به کلیساها مخالفت کرد. او در روز ۱۹ نوامبر ۱۹۹۴، کمیسیون آزادی دینی، جایزهٔ آزادی دین را به نیابت از اسقف هایک به همسرش اهدا نمود و روز ۲۰ نوامبر را نیز روز نیایش جهانی برای کلیسای ایران نام‌گذاری کرد.[۲۱] هوسپیان‌مهر در دی ۱۳۷۲ و در جریان قتل‌های زنجیره‌ای ایران (پروژه تروریستی وزارت اطلاعات) کاردآجین و کشته شد؛ ولی جمهوری اسلامی، سازمان مجاهدین خلق ایران را متهم به انجام این ترور کرد؛ ولی رهبر سازمان مجاهدین خلق، این اتهام را رد کرد و اکبر گنجی نوشت: «وزارت اطلاعات، کشیشان مسیحی[ای را] که نظام سیاسی ما را قبول نداشتند، به قتل رساند و به گردن مجاهدین انداخت. استدلال وزارت اطلاعات این بود که این کار، ما را از روحانیون مسیحی خلاص می‌کرد و در ضمن، سازمان مجاهدین را بی‌آبروتر می‌کرد».[۲۲]
6. مهدی دیباج؛ تاریخ و جای کشته شدن: ۱۳۷۳، اطراف تهران؛ شیوه اعدام: سلاخی شدن با ضربات چاقو؛ دلیل اعدام: ارتداد (بازگشت) از اسلام. وی مسلمان‌زاده‌ای بود که پس از دین‌ناباوری، در ۱۴ سالگی مسیحی شد و بعدها یکی از رهبران «کلیسای انجیلی» گشت. او نویسنده و نیز استاد زبان انگلیسی در دانشکده فنی بابل (مازندران) بود. وی در سال ۱۳۶۴ به اتهام تغییر دین (ارتداد)، به دست مأموران حکومت جمهوری اسلامی بازداشت شده و به زندان ساری منتقل شد. دیباج در تیر ۱۳۷۳ و هنگامی به مراسم جشن تولد دخترش می‌رفت، در راه ناپدید شده و سپس پیکر سلاخی‌شده‌اش پیدا شد.[۲۳]
7. طاطاوس میکائیلیان؛ تاریخ و جای کشته شدن: ۱۱ تیر ۱۳۷۳؛ شیوه اعدام: شلیک چند گلوله؛ دلیل اعدام: تبلیغ مسیحیت. میکائیلیان، دانش‌آموخته رشته حقوق، کشیش، مدیر پیشین «انجمن کتاب مقدس ایران» و نیز رئیس سابق شورای کلیساهای انجیلی ایران بود. او ۶۰ جلد کتاب را ترجمه کرد.[۲۴] وی در ۱۱ تیر ۱۳۷۳ و چند روز پس از ترور شدن کشیش مهدی دیباج، با چند گلوله ترور و کشته شد؛ با این حال، علی‌اکبر ولایتی، وزیر امور خارجه جمهوری اسلامی ایران در دیدار با گزارشگر ویژه موضوعی کمیسیون حقوق بشر سازمان ملل متحد یعنی عبدالفتاح امور ادعا کرد: «در جمهوری اسلامی، اقلیت‌های دینی از آزادی کامل برخوردارند و بر اساس رأفت اسلامی، در برخی از موارد، امتیازاتی حتی بیشتر از مسلمانان به آنان داده شده‌است».[۲۵]
8. محمدباقر یوسفی (روان‌بخش)؛ تاریخ کشته شدن: ۶ مهر ۱۳۷۵؛ شیوه اعدام: حلق‌آویز شدن در جنگل؛ دلیل اعدام: ارتداد از اسلام و مسیحی کردن ۳۰۰ مسلمان شیعه. او نیز از اسلام به مسیحیت گروید و بعدها نیز کشیش شد. یوسفی در ساعت شش صبح برای انجام مراسم نیایش از خانه، خارج شد؛ ولی پیکر حلق‌آویز شده‌اش در یکی از جنگل‌های ساری پیدا شد. حکومت جمهوری اسلامی، مرگ وی را خودکشی و در جایی دیگر، تصادف (رانندگی) اعلام کرد (در حالی که وی نیز جزو قربانیان جریان قتل‌های زنجیره‌ای بود). به همسرش اختر رحمانیان نیز فشار می‌آوردند که بگوید که با وی اختلاف داشته و همین باعث خودکشی‌اش شده‌است. حکومت جمهوری اسلامی، پیکر یوسفی را به خانواده‌اش تحویل ندادند.[۲۶]
9. قربان دردی تورانی معروف به قربان توری؛ مسلمان‌زاده‌ای ایرانی بود که به مسیحیت گروید و سرانجام در دوره جمهوری اسلامی، به همین دلیل (ارتداد) کشته شد.

### آمار قتل‌ها و ترورها
در برخی از منابع رسمی، آمار کشته‌شدگان در پروژه قتل‌های زنجیره‌ای ایران را از ۳۰۰ (سیصد) تا بیش از ۱۰۰۰ (هزار) تن دانسته‌اند که ۱۸۰ تن از آن‌ها فقط از سال ۱۳۶۹ تا ۱۳۷۷ ترور و کشته شده‌اند.

## احضار، بازداشت، زندان و شکنجه
«شلاق می‌زدند که نماز بخوانیم».
عفت ماهباز، زندانی سیاسی در دهه ۱۳۶۰

### مردان
1. سه نوکیش مسیحی به نام‌های بابک حسین‌زاده، بهنام اخلاقی و صاحب فدایی، به دلیل مسیحی شدن، توسط حکومت جمهوری اسلامی به حبس‌های بلندمدت محکوم شده‌اند.[۲۹]
2. آقای م. صفری مقدم، در سال ۸۳ در دادگاهی در استان اصفهان، محاکمه شد و حکم صادره از دادگاه به دلیل ارتباط با کلیساهای خارج از ایران و تبلیغ علیه نظام، در سایه بی‌خبری و نبودن وکیل و سازمان حقوق بشری، محکوم به هشتاد و دو ضربه شلاق و نیز چهار سال تبعید شد.
3. حمید پورمند، مسلمان‌زاده‌ای بود که به مسیحیت گروید و به دلیل ارتداد، بازداشت و زندانی شد.
4. یوسف ندرخانی در سال ۱۳۸۸ بازداشت و به اتهام ارتداد (گرویدن از اسلام به مسیحیت) به اعدام محکوم شد؛[۳۰][۳۱][۳۲][۳۳][۳۴] هر چند بر اثر فشار و واکنش‌های بین‌المللی، حکمش کاهش یافت.
5. سعید عابدینی؛ نوکیش مسیحی و کشیش.
6. در ۲۷ بهمن ۱۴۰۰ هادی رحیمی، نوکیش مسیحی که به ۴ سال زندان محکوم شد.[۳۵]

#### بانوان
1. مریم رستم‌پور و مرضیه امیرزاده، در ایران، به تاریخ ۱۵ اسفند ماه ۱۳۸۷ (۵ مارس ۲۰۰۹) به دلیل ارتداد، بازداشت شدند[۳۶][۳۷][۳۸] که با فشار جامعه بین‌المللی، پس از ۲۵۹ روز حبس، آزاد شدند.
2. در ۲۷ بهمن ۱۴۰۰ سکینه بهجتی، یک نوکیش مسیحی که صرفاً به دلیل عقیده‌اش به ۲ سال زندان محکوم شد. ه تحمل چهار سال زندان و به اتهام «عضویت در گروه یا دسته‌ها با هدف برهم زدن امنیت کشور» محکوم شدند.[۳۹]

### وادار کردن زندانیان ارمنی‌زاده به نماز خواندن
مهرداد نشاطی ملکیانس، زندانی عقیدتی-سیاسی که ارمنی بود؛ ولی بعدها کمونیست (عضو سازمان چریک‌های فدایی خلق) شد می‌گوید که با شلاق، شکنجه می‌شد تا نماز بخواند.

## ممنوعیت‌ها و آزارهای کلی
جمهوری اسلامی ازدواج نوکیشان مسیحی را به رسمیت شناخته نمی‌شود، مگر اینکه بر پایه شریعت اسلام و به شیوه اسلامی انجام شود. فهرست برخی دیگر از ممنوعیت‌های کلی مسیحیان و نیز آزارهای حکومت جمهوری اسلامی به آن‌ها چنین است:
1. ممنوع شدن انتشار کتاب دینی مسیحی به زبان فارسی؛
2. تعطیل شدن بسیاری از کلیساها؛
3. جلوگیری از انجام مراسم کلیسایی؛
4. مصادره شماری از ساختمان‌ها و دارایی‌های مسیحیان (از جمله، مصادره بیمارستان مسیحیان شیراز و تغییر نامش به انقلاب اسلامی)؛
5. زندانی کردن نوکیشان مسیحی؛
6. ترور برخی از مبلغان مسیحی.

## واکنش‌ها به نقض حقوق مسیحیان
- سازمان‌های بین‌المللی بارها در مورد نقض حقوق بشر، از جمله، حقوق مسیحیان ایران بیانیه داده‌اند.[۴۳]
- نماینده ویژه حقوق بشر سازمان ملل متحد در امور ایران در ۱۹۹۴ میلادی و نیز سازمان عفو بین‌الملل در سال ۱۹۹۵ نیز در گزارش خود نوشته‌اند که کشیش‌های مسیحی به دلیل مخالفت با حکومت جمهوری اسلامی کشته می‌شوند.[۴۴]
- پس از ترور برخی از کشیشان، سازمان بین‌المللی «میدل‌ایست کانسرن» در گزارش مستند اعلام کرد: «شکی وجود ندارد که ترورهای مزبور توسط یک جوخه اعدام، که در چارچوب سرویس‌های امنیتی ایران فعالیت می‌نماید، انجام گرفته‌است؛ جوخه مزبور، دستورهای خود را از بلندپایه‌ترین مقامات حکومتی دریافت می‌کند».[۴۵]